# Nu vilar folk och länder
Nu vilar folk och länder är en aftonpsalm av Paul Gerhardt från 1647 med titelraden Nun ruhen alle Wälder, som först översattes av Haquin Spegel 1686 till en psalm med titelraden "Nu vilar hela jorden". Britt G. Hallqvist bearbetade texten 1978 till 1986 års psalmbok.
Melodin är enligt Koralbok för Nya psalmer, 1921 en tonsättning från 1539 som också är samma melodi som används till psalmen Nu vilans dag förflutit. I 1986 års psalmbok anges att både a- och b-melodin är komponerad av Heinrich Isaac som Innsbruck, ich muss dich lassen cirka 1500 (han dog 1517) och densamma som till psalmerna När allt omkring mig vilar och ovan nämnda "Nu vilans dag förflutit".

## Publicerad som
- Nr 375 i 1695 års psalmbok med titelraden "Nu hvilar hela jorden", under rubriken "AftonPsalmer".
- Nr 442 i 1819 års psalmbok med samma titelrad under rubriken "Med avseende på särskilda personer, tider och omständigheter: Morgon och afton: Aftonpsalmer".
- Nr 108 i Stockholms söndagsskolförenings sångbok 1882 med verserna 8-9, under rubriken "Psalmer".
- Nr 273 i Svensk söndagsskolsångbok 1908 med verserna 8-9, under rubriken "Morgon och afton".
- Nr 732 i Sionstoner 1935 med titelraden Nu haver dagen ända under rubriken "Morgon och afton".
- Nr 442 i 1937 års psalmbok med titelraden "Nu vilar hela jorden", under rubriken "Afton".
- Nr 186 i Den svenska psalmboken 1986, 1986 års Cecilia-psalmbok, Psalmer och Sånger 1987, Segertoner 1988 och Frälsningsarméns sångbok 1990 med den nya titelraden, under rubriken "Kväll".
- Nr 776 i Lova Herren 1988 med titelraden Vad jag i dag har syndat under rubriken "Afton".
- Nr 517 i Svensk psalmbok för den evangelisk-lutherska kyrkan i Finland (1986) under rubriken "Morgon och afton"